# بيير موريل (دراج)
بيير موريل (بالفرنسية: Pierre Morel)‏ هو دراج فرنسي، ولد في 10 سبتمبر 1930.

## وصلات خارجية
- بيير موريل على موقع أرشيف الدراجات (الإنجليزية)
- بيير موريل على موقع إحصائيات الدراجات الإحترافية (الإنجليزية)